# The Voice Kids (Nederlandene)
 For alternative betydninger, se The Voice Kids . (Se også artikler, som begynder med The Voice Kids )
The Voice Kids er et talentshow for børn på den nederlandske Tv-kanal RTL 4. Første sæson begyndte på 27. januar 2012. Programmet præsenteres af Martijn Krabbé og Wendy van Dijk.
Efter succesen med The Voice of Holland blev samme formatet tilpasset for børn fra 6 til og med 14 år. Siden anden sæsonen, er det kun for børn fra 8 til og med 14 år. Programmet blev udviklet af John de Mol. På grund af den nederlandske versions succes blev formatet solgt over hele verden.
Sæson 1, 2 og 3 startede en uge efter den sidste episode af The voice of Holland. Sæson 4 begyndte otte uger efter den sidste episode af The Voice of Holland og ikke på fredag, men lørdag aften fra 20.00 til 22.00. Sæson 5 begyndte igen umiddelbart efter The Voice of Hollands udsendelse på fredag aften.
Vinderen af den første sæson blev Fabiënne Bergmans, den anden sæson vandt Laura van Kaam, og den tredje sæson blev vundet af Ayoub Maach. De fik en pladekontrakt hos 8ball Musik, en videoklip og et legat på 10.000 euro, og en tur til Disneyland Paris. I den fjerde sæson vandt Luke van Roekel. Han modtog et legat på 10.000 euro, og en pladekontrakt. Esmée Schreurs vandt 5. sæson, og blev tildelt et legat på 25.000 euro. Det samme gjald Iris Verhoek der vand 6. sæson.

## Oversigt

### Coaches og finalister
Dommerne/coaches for de første fire sæsoner var Marco Borsato, Nick & Simon og Angela Groothuizen. Nick & Simon fortælte at de havde en masse andre projekter, der var vigtigere.
Sæson 5 fik to nye dommere/coaches i stedet for Nick & Simon og Angela Groothuizen. Det var Rapperen Ali B og Countrysangerinde Ilse DeLange.
    :      – Vindende jury/kategori. Vinderne er markeret med fed.
| Sæson | Coaches og deres finalister          | Coaches og deres finalister              | Coaches og deres finalister          | Coaches og deres finalister |
| ----- | ------------------------------------ | ---------------------------------------- | ------------------------------------ | --------------------------- |
| 1     | Marco Borsato                        | Nick & Simon                             | Angela Groothuizen                   |                             |
| 1     | Vajèn van den Bosch Melissa Meewisse | Dave Dekker Channah van Wingerden        | Fabiënne Bergmans Lieke van 't Veer  |                             |
| 2     | Laura van Kaam Jesse Pardon          | Irene Dings Joep Reijnen                 | Jurre Otto Silvana Plaisier          |                             |
| 3     | Ayoub Maach Demi van Wijngaarden     | Isabel Provoost Katrina Malabanan        | Stephanie Habets Nieloefaar Bahadori |                             |
| 4     | Robin Buijs Redouan Badaou           | Luke van Roekel Robine Koerts            | Glæde Schulte Konsul el Morabet      |                             |
| 5     | Marco Borsato                        | Ali B                                    | Ilse DeLange                         |                             |
| 5     | Selenay Halve Dage Bodine Hilhorst   | Imani Allerede Ebate Alexander Leenheers | Esmée Schreurs Jaco Oskam            |                             |
| 6     | Merle Velthuis Noa Groenen           | Iris Verhoek Anna                        | Thijs Overpelt Raya                  |                             |
| 7     | Marco Borsato                        | Ali B                                    | Ilse DeLange                         | Douwe Bob                   |
| 7     | Yosina Roemajauw                     | Stella de Geus                           | Eefje                                | Kaylee Landegent            |

| Marco Borsato      |
| Angela Groothuizen |
| Nick & Simon       |
| Ilse DeLange       |
| Ali B              |
| Douwe Bob          |

     Team Marco

     Team Nick & Simon

     Team Angela

     Team Ilse

     Team Ali B

     Team Douwe

### Format
Showet består af fire faser: produktion-audition, Blind Audition, The Battles og finalen. Produktion-auditions bliver ikke filmet og kun de gode sangere er valgt. I Idols (Nederlandene), Popstars og X-Faktor gør de talenterne audition for dommerne, men hos The Voice Kids, gør de en blind audition. I blind-auditions sidder dommere/coaches med ryggen til talenterne og kan derfor kun bedømme sangere på grundlag af musikalitet og stemmen. Hver kandidat får cirka halvanden minut til at synge deres sang. Hvis en af dommerne/coaches beslutter, at han eller hun vil have kunstneren i hans eller hendes team, skal han eller hun slå på knappen "Jeg vil have Dig" (engelsk: I Want You) - knappen. Når to eller flere dommere vil have en kunstner i hans eller hendes team skal kunstneren vælge, hvilken coach han eller hun vil have.
Når alle kandidater har udført deres blind audition tager coachen deres valgte kunstnere til næste runde. Disse er "The Battles". En coach linker tre sangere til hinanden, som skal battle mod hinanden  ved at synge en sang der er valgt for dem. Fra hver battle kan kun en sanger gå videre til næste runde. Uanset hvem det er, er det "Dream Team" der bestemmer, der ud over Coachen, består af én anden person. Den der vinder, går videre til "The Sing Off". På hvert hold er der fem talenter der kommer til The Sing Off. Disse kandidater synger igen sangen fra deres Blind Audition. Hvert hold må kun have to talenter med til finalen.
Efter The Battles skal de seks finalister klare sig i finalen. I samråd med deres coach vælger de en sang som de skal synge. Coacherne bestemte i første sæson, sammen med stemmerne fra publikummet derhjemme derefter hvem der skulle hjem; de havde hver halvdelen af de afgivne stemmer. Siden den anden sæson var det kun publikummet derhjemme der kunne afgøre hvilken talent blev elimineret.
I den sidste fase vil der kun være en finalist per coach tilbage. The Voice Kids-vinderen findes ved hjælp af publikumsafstemning.

### Hall of Fame
Også for de coaches er der en vis konkurrencemæssig element. For at få et godt overblik over resultater per coach er der den "Hall of Fame". Her er angivet hvilken coach har gjort det bedst. Nedenfor er fakta og tal for de forløbne sæsonen. (2017)
| Sted | Coach              | 1 Guld | 2 Sølv | Total |
| 1    | Marco Borsato      | 2      | 4      | 6     |
| 2    | Angela Groothuizen | 1      | 3      | 4     |
| 3    | Nick & Simon       | 1      | 3      | 4     |
| 4    | Ilse de Lange      | 1      | 1      | 2     |
| 5    | Ali B              | 1      | 1      | 2     |
| 6    | Douwe Bob          | -      | -      | -     |

## Oversigt
| Team Marco Team Angela Team Nick & Simon | Team Ilse Team Ali Team Douwe |

|   | Vinder            | 2. pladsen          | Vinder coach       | Coaches (i rækkefølgen) | Coaches (i rækkefølgen) | Coaches (i rækkefølgen) | Coaches (i rækkefølgen) |
| 1 | Vinder            | 2. pladsen          | Vinder coach       | 2                       | 3                       | 4                       |                         |
| - | ----------------- | ------------------- | ------------------ | ----------------------- | ----------------------- | ----------------------- | ----------------------- |
| 1 | Fabiënne Bergmans | Dave Dekker         | Angela Groothuizen | Marco                   | Nick & Simon            | Angela                  | n/a                     |
| 1 | Fabiënne Bergmans | Vajèn van den Bosch | Angela Groothuizen | Marco                   | Nick & Simon            | Angela                  | n/a                     |
| 2 | Laura van Kaam    | Irene Dings         | Marco Borsato      | Marco                   | Nick & Simon            | Angela                  | n/a                     |
| 2 | Laura van Kaam    | Jurre Otto          | Marco Borsato      | Marco                   | Nick & Simon            | Angela                  | n/a                     |
| 3 | Ayoub Maach       | Stephanie Habets    | Marco Borsato      | Marco                   | Nick & Simon            | Angela                  | n/a                     |
| 3 | Ayoub Maach       | Isabel Provoost     | Marco Borsato      | Marco                   | Nick & Simon            | Angela                  | n/a                     |
| 4 | Lucas van Roekel  | Robin Buijs         | Nick & Simon       | Marco                   | Nick & Simon            | Angela                  | n/a                     |
| 4 | Lucas van Roekel  | Joy Schulte         | Nick & Simon       | Marco                   | Nick & Simon            | Angela                  | n/a                     |
| 5 | Esmée Schreurs    | Selenay Dagdelen    | Ilse DeLange       | Marco                   | Ilse                    | Ali B                   | n/a                     |
| 5 | Esmée Schreurs    | Imani Al Ebate      | Ilse DeLange       | Marco                   | Ilse                    | Ali B                   | n/a                     |
| 6 | Iris Verhoek      | Merle Velthuis      | Ali B              | Marco                   | Ilse                    | Ali B                   | n/a                     |
| 6 | Iris Verhoek      | Thijs Overpelt      | Ali B              | Marco                   | Ilse                    | Ali B                   | n/a                     |
| 7 | TBA               | TBA                 | TBA                | Marco                   | Ilse                    | Douwe                   | Ali B                   |
| 7 | TBA               | TBA                 | TBA                | Marco                   | Ilse                    | Douwe                   | Ali B                   |
| 7 | TBA               | TBA                 | TBA                | Marco                   | Ilse                    | Douwe                   | Ali B                   |

### Sæson 1: 2012
Sæson 1 startede den 27. januar 2012 og finalen var den 23. marts 2012. Vinderen af den første sæson blev Fabiënne Bergmans fra team Angela Groothuizen.
- Sæson 1 på YouTube

| Position | Kunstner            | Sang                  | Resultat  |
| -------- | ------------------- | --------------------- | --------- |
| 1        | Fabiënne Bergmans   | "What you're made of" | Vinder    |
| 2        | Vajèn van den Bosch | "Show Me Heaven"      | Runner-up |
| 3        | Dave Dekker         | "Toen ik je zag"      | Runner-up |

### Sæson 2: 2012-2013
Selv før finalen i den første sæson blev sendt, meddelte RTL 4 at en der ville være en anden sæson. Den anden sæson begyndte på 21. december 2012.
- Sæson 2 på YouTube

| Position | Kunstner       | Sang                                         | Resultat  |
| -------- | -------------- | -------------------------------------------- | --------- |
| 1        | Laura van Kaam | "The Edge of Glory"                          | Vinder    |
| 2/3      | Jurre Otto     | "Misery"                                     | Runner-up |
| 2/3      | Irene Dings    | "I Wanna Dance With Somebody (Who Loves Me)" | Runner-up |

### Sæson 3: 2013-2014
I løbet af den første episode af anden sæson meddelte RTL 4 at en tredje sæson var planlagt. 21. februar 2014 var finalen, som blev vundet af Ayoub Maach.
- Sæson 3 på YouTube

| Position | Kunstner         | Sang                  | Resultat  |
| -------- | ---------------- | --------------------- | --------- |
| 1        | Ayoub Maach      | "For The First Time"  | Vinder    |
| 3        | Stephanie Habets | "Just A Girl"         | Runner-up |
| 2        | Isabel Provoost  | "I Don't Believe You" | Runner-up |

### Sæson 4: 2015
Efter starten af sæson 3 blev der annonceret, at der vil være en sæson 4. Sæson 4 begyndte otte uger efter The voice of Holland. Programmet startede udsendelse om lørdagen fra 20:00 til 22:00, i stedet for på fredag mellem 20:30 og 22:30. Luke van Roekel vandt denne sæson med sangen "Against all Odds". De to andre finalister var Joy Schulte og Robin Buijs, henholdsvis med "Chandelier" og "This is a man's world".
- Sæson 4 på YouTube

| Position | Kunstner        | Sang                    | Resultat  |
| -------- | --------------- | ----------------------- | --------- |
| 1        | Luke van Roekel | "Against all Odds"      | Vinder    |
| 2        | Joy Schulte     | "Chandelier"            | Runner-up |
| 3        | Robin Buijs     | "This is a man's world" | Runner-up |

### Sæson 5: 2016
De tre finalister var Selenay, Imani og Esmée. Esmée vandt med "A Moment Like This" fra Kelly Clarkson. Imani sang "Hello" af Lionel Richie og Selenay "Runnin'" Naugthy Boy ft. Beyoncé
- Sæson 5 på YouTube

| Position | Kunstner         | Sang               | Resultat  |
| -------- | ---------------- | ------------------ | --------- |
| 1        | Esmée Schreurs   | A Moment Like This | Vinder    |
| 2/3      | Selenay Dagdelen | Runnin'            | Runner-up |
| 2/3      | Imani Al Ebate   | Hello              | Runner-up |

### Sæson 6: 2017
Finalisterne var Noa & Merle (Borsato), Raya & Thijs (DeLange), Anna & Iris (Ali B). Iris vandt med "Without you" af Mariah Carey. Anna sang "And I Am Telling You" af Jennifer Hudson, Thijs sang "Scared To be Lonely" af Martin Garrix ft. Dua Lipa, Raya sang "Telephone" af Lady Gaga ft. Beyoncé, Merle sang "Masterpiece" af Jessie J og Noa "Castle On The Hill" af Ed Sheeran.
- Sæson 6 på YouTube

| Position | Kunstner       | Sang                | Resultat  |
| -------- | -------------- | ------------------- | --------- |
| 1        | Iris Verhoek   | Without You         | Vinder    |
| 2/3      | Merle Velthuis | Masterpiece         | Runner-up |
| 2/3      | Thijs Overpelt | Scared To be Lonely | Runner-up |

### Sæson 7: 2018
Det er første gang at der er fire coaches der deltager i showet, og hver coach skulle finde deres finalist blandt 4 deltagere i The Sing-off's. Marco Borsato valgte Yosina Roemajauw, Ali B valgte Stella de Geus, Eefje kom videre til finale for Ilse DeLange og Kaylee Landegent blev valgt af den nye coach Douwe Bob.
- Ali B på YouTube
- Douwe Bob på YouTube
- Ilse DeLange på YouTube
- Marco Borsato på YouTube

Showet åbnede med de fire finalister: Eefje, Kaylee, Stella en Yosina med sangen Climb Every Mountain
| Position | Kunstner         | Sang                                                                            | Resultat  |
| -------- | ---------------- | ------------------------------------------------------------------------------- | --------- |
| 1        | Yosina Roemajauw | Girls Just Wanna Have Fun (med Maan) Jij Bent De Liefde Bij mij                 | Vinder    |
| 2        | Stella de Geus   | Signed Sealed Delivered I'm Yours (med Sharon Doorson) The Middle Gewoon jezelf | Runner-up |
| 3        | Eefje            | Without You (med Jim van der Zee) All Falls Down Voor iedereen                  | Runner-up |
| 4        | Kaylee Landegent | Dat Komt Door Jou (med Guus Meeuwis) Homesick Minder alleen                     | Runner-up |

### Seertal
Seertallene viste at være god. Showet havde cirka det samme antal seerne som de voksnes 'The voice of Holland'. I anden sæsonen lå gennemsnittet endda lidt højere end første sæsonen.
| Sæson | Startdato         | Finalen          | antal afsnit | Gennemsnit seere i miljoner |
| ----- | ----------------- | ---------------- | ------------ | --------------------------- |
| 1     | 27. januar 2012   | 23. marts 2012   | 9            | 2,596                       |
| 2     | 21. december 2012 | 15. februar 2013 | 9            | 2,637                       |
| 3     | 27. december 2013 | 21. februar 2014 | 9            | 2,126                       |
| 4     | 14. februar 2015  | 11. april 2015   | 9            | 2,339                       |
| 5     | 5. februar 2016   | 1. april 2016    | 9            | 2,788                       |
| 6     | 24. februar 2017  | 21. april 2017   | 9            | 2,429                       |
| 7     | 23. februar 2018  | 20. april 2018   | 9            | n/a                         |

## On Tour
Efter hver sæson går finalisterne på turné i hele Nederlandene. Turen varer fra slutningen af marts til slutningen af maj, og ved hvert show, optræder vinderen sammen med tre andre finalister. Kun ved åbningen i Hilversum optræder alle finalisterne tilsammen.

## Kontroverser
I december 2011 kom The Voice Kids i dårligt søgelys på grund af deltagerkontrakter til de indledende runder. Nederlandske avis NRC offentliggjorde en artikel, hvori det er anført at de kontrakter var for uklart, underskrevet under pres, og havde vidtrækkende konsekvenser.

## Eksterne link
- Officiel hjemmeside Arkiveret 4. december 2016 hos  Wayback Machine (nederlandsk/hollandsk)